# محمدجواد بخشی‌زاده
محمدجواد بخشی‌زاده (زاده ۱۳۲۲ شیراز) کارگردان تئاتر، بازیگر سینما، تئاتر و تلویزیون و دارای نشان درجه یک هنری در رشته نمایش سنتی است.

## زندگی‌نامه
محمدجواد بخشی‌زاده در سال ۱۳۲۲ در شهر شیراز متولد شد. او پس از درگذشت پدر که مدرس یکی از حوزه‌های علمیه بود، برای امرار معاش خانواده به حرفه گچ بری و معماری روی آورد اما در ۱۶ سالگی به تئاتر علاقه‌مند شد و به این هنر پرداخت. بخشی‌زاده در کنار کار کردن با حضور در کلاس‌های شبانه دیپلم ریاضی گرفت. 

او به واسطه شغلش در مدت حضور در تهران و تماشای تئاترهای متعدد، با هنرهای نمایشی بیشتر انس گرفت و از همان‌جا یادگیری تئاتر را آغاز کرد.
این هنرمند در سال ۴۲ گروه تئاتر سپید را در قهوه‌خانه خود در همسایگی حمام وکیل شیراز راه اندازی کرد و درپیش بُرد تئاتر در بین مردم نقش مهمی ایفا کرد. او در مراسم بزرگداشت خود دربارهٔ این گروه گفت: «تئاتر سپید با زحمات بسیاری شکل گرفت و هنوز ادامه راه می‌دهد و بهترین آرشیو لباس را دارد. ما بین مردم بودیم و در روستاها با نقاره زدن مردم را برای دیدن تئاتر جمع می‌کردیم. مردم ما عاشق تئاتر و ادبیات کلاسیک خودشان هستند و باید این هنر را دوباره در میان مردم احیا کرد.»

بخشی‌زاده اغلب آثار نمایشی خود را با الهام از ادبیات کلاسیک و افرادی همچون حافظ، سعدی و مولانا و … نوشته و کارگردانی کرده‌است.

## جوایز و افتخارات
محمد جواد بخشی‌زاده در سال ۱۳۹۰ بنا بر مصوبه شورای ارزشیابی هنرمندان، نویسندگان و شاعران کشور موفق به دریافت نشان درجه یک هنری در رشته نمایش سنتی شد که این گواهی معادل مدرک دکترا است.

در اسفندماه سال ۱۳۹۵ در مراسمی با حضور رئیس سازمان سینمایی ایران یک سالن سینما و تئاتر در شیراز به نام محمدجواد بخشی‌زاده نامگذاری شد.
همچنین درسال۱۳۷۴،نمایشِ بازیِ مرگبرنده بهترین متن نمایشنامه وموسیقی درسیزدهمین جشنواره تأتر فجر گردید.

## آثار نمایشی
بخشی‌زاده از اواسط دهه ۴۰ تاکنون بیش از ۱۰۰ اثر نمایشی را با گروه تئاتر سپید کارگردانی کرده که نمایشنامه اغلب آنها را خود نگاشته و در نمایش‌ها بازی نیز کرده‌است.
- معرکه در معرکه
- سعدی مرد سخن
- دلدار
- پیرچنگی
- چرا خورشید می‌گرید
- فروغ بی پایان
- فرشتگان قصه گو
- پهلوان اکبر می‌میرد
- لیلی و مجنون
- رستم واسفندیار
- رستم وسهراب
- غروب خونین
- بازیِ مرگ
- خورشید در عشق می سوزد
- به سوی خورشید
- معرکه پسران خورشید

## آثارتلویزیونی
- مهروماه
- درگنجینه ترویج
- باآتش نرقص

## آثار سینمایی
۱ - ملک سلیمان (۱۳۸۷)

۲ - صنوبر (۱۳۸۰)

۳ - پنجه در خاک (۱۳۷۶)

۴ - دل و دشنه (۱۳۷۳)

۵ - در مسیر تندباد (۱۳۶۷)